# Sveriges medeltida landsting
Landsting eller landskapsting kallades historiskt ett ting för ett helt landskap/lagsaga. Det kan jämföras med ett så kallat allting.

## Historisk utveckling
Lands(kaps)tingen verkade under de närmast självständiga svenska landskapens tid (egentligen lagsagor). Där hanterade man rättsskipning, förvaltning och även politiska angelägenheter, under lagmännens ledning. 
I samma mån självständigheten gick förlorad, avtog landstingens betydelse, och i kung Kristoffers landslag (1400-talet) fungerade de ej längre i den ursprungliga meningen. Namnet användes nämligen där om det kungliga räfstetinget (som avskaffades år 1614). Av de gamla landstingen återstod i lagen då endast de ting med judiciell befogenhet. Dessa benämndes lagmansting, som lagmannen höll i landskapets enskilda härader. 
Landsting sammanträdde dock fortfarande ibland, på initiativ av befolkningen eller riksrådet. Detta i synnerhet vid återupplivandet under Kalmarunionen av bondedemokratin (med främst landstingen som organ) i strävan efter nationellt självstyre och självständighet under riksföreståndarnas ledning. På dessa landsting, som saknade laglig organisation och ofta hölls i samband med marknader, avhandlades inte bara lokala angelägenheter, utan också riksärenden; så till exempel bekräftades riksdagsbeslut eller underhandlades om bevillningar. 
Sedan länsindelningen av Gustav II Adolf och genom 1634 års regeringsform organiserats, blev de emellertid i stället för landskapsmöten länsmöten under landshövdingarnas ledning, varvid ofta representativa former användes (sockenombud eller ståndsrepresentation efter riksdagens mönster). 
Allteftersom riksdagen vann stadga som organ för folkets politiska inflytande och den gamla lokala självstyrelsen fick vika för en kunglig ämbetsmannaförvaltning, kom emellertid också dessa landsting ur bruk. I Dalarna hölls dock sådana år 1742 och 1743 och i Norrland ända in på 1800-talet, det sista i Jämtland. Jämtlands landsjämnadsting var nämligen verksamt ända fram tills de nya landstingen infördes som en kommunal institution genom 1862 års kommunalförordningar.